# 長濱神社 (沼津市)
長濱神社（ながはまじんじゃ、長浜神社）は、静岡県沼津市内浦長浜（うちうら ながはま）にある神社。

## 概要
発端丈山の北西山麓、長浜地区の北端、内浦湾の沿岸中央にある三津シーパラダイスを南側から見下ろす近隣の高台に鎮座している。
創建は不詳だが、同名の式内社である長浜神社（ながはまじんじゃ）に比定され、『伊豆国神階帳』にも「従四位上 長瀬の明神」と記されている古社である。
江戸時代には「神明社」と称されていたが、明治3年（1870年）に長浜神社へと復名した。
当社は、伊豆諸島・神津島の北西岸・長浜の前に鎮座する式内社・阿波命神社の分社であるとする説があり、実際その説に則って、その神社の祭神であり、事代主命（三島大明神）の正后である阿波咩命（あわのめのみこと）が、当社でも祭神になっている。
明治6年（1873年）に村社に列する。

## 祭神
- 阿波咩命（あわのめのみこと）